# Дубатовка (Сморгонский район)
Дубато́вка (бел. Дубато́ўка, пол. Dubatówka) — деревня в Сморгонском районе Гродненской области Белоруссии.
Входит в состав Жодишковского сельсовета.

## География
Расположена в северной части района. Расстояние до районного центра Сморгонь по автодороге — около 16,5 км, до центра сельсовета агрогородка Жодишки по прямой — 5,5 км. Ближайшие населённые пункты — Абрамовщина-3, Курчи, Ортиха.
Согласно переписи население деревни в 1999 году насчитывало 51 человек.
К юго-востоку от Дубатовки располагается территория ландшафтно-геоморфологического заказника «Мартишки» с Дубатовским болотом.
Через деревню проходят автомобильные дороги:
- республиканская Р95 Лынтупы — Свирь — Сморгонь — Крево — Гольшаны

местные:
- Н7965 Расло — Дубатовка
- Н7966 Дубатовка — Соченяты

Через деревню проходят регулярные автобусные маршруты:
- Сморгонь — Вишнево
- Сморгонь — Комарово
- Сморгонь — Лылойти
- Сморгонь — Свайгини
- Сморгонь — Свирь
- Сморгонь — Хведевичи

## История
В 1861 году имение Доботувка Свенцянского уезда принадлежало помещице Шеликовичевой. В имении насчитывалось 98 крепостных душ мужского пола (в том числе 3 дворовых) и 20 издельных дворов. Всего удобной земли в имении было 300 десятин (по 3 десятины на душу). Натуральные повинности выполнялись с каждого двора: ночной караул, стрижка овец, огородничество, посев дворовых полей, перевозка хлеба с мельницы. Пригона отбывалось со двора по 156 дней для крепостных душ мужского пола и 104 дня для душ женского пола. Сгона было по 10 дней для рабочих душ мужского и женского пола.

## Достопримечательности
В центре Дубатовки находится деревянная католическая часовня постройки 1930-х годов, также в окраинах деревни находятся фортификационные сооружения времён Первой мировой войны.